# Clínica Universidad de Navarra
La Clínica Universidad de Navarra (CUN) —conocida como Clínica Universitaria de Navarra desde su fundación hasta 2009— es un hospital universitario español privado con sedes en Pamplona (Navarra) y Madrid (Comunidad de Madrid). Forma parte de la Universidad de Navarra, institución educativa que fue promovida por Josemaría Escrivá de Balaguer, fundador del Opus Dei. Fue inaugurada en 1962, aunque sus inicios se remontan a 1954, fecha en la que empieza su actividad la Facultad de Medicina de la Universidad de Navarra, centro académico intrínsecamente vinculado a la Clínica.
Desde 2004, está acreditada por la entidad estadounidense The Joint Commission International, siendo actualmente el único centro español acreditado en el Programa de hospital como centro médico académico. La Sociedad Europea de Oncología Médica (ESMO) reconoció a la Clínica como centro de excelencia por la integración que realiza de los cuidados paliativos y el tratamiento oncológico (2010-2012).
En marzo de 2009, la Clínica Universitaria de Navarra pasa a denominarse "Clínica Universidad de Navarra" para hacer hincapié en su pertenencia a la Universidad de Navarra y a la Comunidad Foral.  Actualmente emplea a cerca de 3900 profesionales.
En 2018, coincidiendo con la apertura de la sede de Madrid, comienza el desarrollo de un Cancer Center integral, que se presentó oficialmente en Madrid en febrero de 2023, centro que fue acreditado a nivel europeo como comprehensive cancer center en 2025, convirtiéndose en el primero de este nivel de titularidad no pública en España.

## Historia
- 1952. Nace el Estudio General de Navarra, germen de la futura Universidad de Navarra.
- 1954. Se crean la Escuela de Medicina y la Escuela de Enfermería, actualmente Facultades.
- 1959. Se pone en marcha la Escuela Médica de Postgraduados, como embrión de la Clínica Universitaria.
- 1961. Comienza la construcción del primer edificio de la Clínica, que contaba con 19 camas. En 1962 se inauguró esta primera fase.
- 1969. Se abre la segunda fase del centro. El número de camas crece hasta las 200.
- 1976. Finalización de la tercera fase de la Clínica, que supuso una ampliación de la zona de consultas.
- 1984. Se pone en marcha la cuarta fase para albergar tecnología puntera (resonancia magnética, aceleradores lineales y medicina nuclear). El edificio de Consultas Externas se levantó sobre esta fase, con una entrada independiente de la principal. Fue inaugurado en 1997, con una superficie de 18.000 metros cuadrados.
- 2005. En marzo terminó la edificación de la quinta fase, que cuenta con ocho plantas. Este edificio, que alberga la nueva UCI, disponía de 76 habitaciones acondicionadas con los entonces últimos avances tecnológicos.
- 2009. La clínica pasa a denominarse Clínica Universidad de Navarra. A principios del año 2009, la clínica decide dejar la denominación de Clínica Universitaria, según la dirección del centro, para vincularla más con la universidad y con la comunidad foral.[8]
- 2017. La Clínica amplía sus servicios abriendo un nuevo complejo en Madrid, construido por el Grupo Arpada, y convirtiéndose así en un solo hospital, pero con dos sedes.
- 2018. Clínica Universidad de Navarra construye en Madrid la Unidad de Protonterapia más avanzada de Europa.[9] La nueva Unidad, ubicada dentro de la sede de Madrid de la Clínica y liderada por el Dr. Felipe Calvo Manuel, incorpora un equipo de tecnología Hitachi, el primero de sus características en Europa y presente en veintisiete centros académicos, entre los que se encuentran referentes internacionales en el tratamiento del cáncer como Mayo Clinic, MD Anderson Cancer Center y Hokkaido University Hospital.[10]
- 2023: se presenta oficialmente en Pamplona y Madrid el Cancer Center Clínica Universidad de Navarra (CCUN), proyecto cuyo desarrollo se había iniciado en el año 2018.
- 2025: El Cancer Center Clínica Universidad de Navarra se acredita ante la OECI (Organisation of European Cancer Institutes) como el primer centro de cáncer integral de España de titularidad no pública, y el segundo de España después del VHIO.

## Publicaciones conmemorativas
- Departamento de Comunicación de la CUN, Clínica Universidad de Navarra, 1962-2012: cincuenta años de compromiso con la vida, Pamplona, Clínica Universidad de Navarra, 2013, 1ª,  221 pp. ISBN 9788480813907

## Premios
La Clínica Universidad de Navarra ha sido galardonada entre otros, con los siguientes premios:
- “Mejor hospital en atención al paciente” en los Premios Best in Class (BIC) en dos ocasiones (ediciones 2009 y 2014).[11][12]
- Premios Best In Class los departamentos de Cardiología (años 2008, 2009 y 2010), Investigación e innovación (año 2010), Oncología médica (años 2007 y 2009) y la Unidad de Dolor (año 2011).[13]
- Por sexto año consecutivo la Clínica se sitúa como mejor hospital privado según los resultados del Monitor de Reputación Sanitaria (MRS)[14] (años 2014 a 2020).
- Premio Dravet de investigación (2018), por el proyecto sobre esta enfermedad genética rara, otorgada por la Fundación Síndrome de Dravet.[15]

- Acreditación internacional Magnet (2025), otorgada por American Nurses Credentialing Center (ANCC), por ser referente en la excelencia de los cuidados enfermeros, la innovación clínica y la calidad asistencial.[16]